# Seznam písní Édith Piaf
Seznam písní Édith Piaf obsahuje chronologicky seřazené skladby, které Édith Piaf za svého života nazpívala.

## 1925
- Comme un Moineau

## 1933
- Entre Saint-Ouen et Clignancourt

## 1934
- L'Étranger

## 1935
- Mon Apéro
- La Java de Cézigue
- Fais-Moi Valser

## 1936
- Les Mômes De la Clôche
- J'Suis Mordue
- Mon Légionnaire
- Le Contrebandier
- La Fille et le Chien
- La Julie Jolie
- Va Danser
- Chand d'Habits
- Reste
- Les Hiboux
- Quand Même (k filmu La Garçonne)
- La Petite Boutique
- Y'Avait du Soleil
- Il N'Est Pas Distingué
- Les Deux Ménétriers
- Mon Amant de la Coloniale
- C'Est Toi le Plus Fort
- Le Fanion de la Légion
- J'Entends la Sirène
- Ding, Din, Dong
- Madeleine Qu'Avait du Cœur
- Les Marins Ça Fait des Voyages
- Simple Comme Bonjour
- Le Mauvais Matelot
- Celui Qui Ne Savait Pas Pleurer

## 1937
- Le Grand Voyage du Pauvre Nègre
- Un Jeune Homme Chantait
- Tout Fout le Camp
- Ne M'Écris Pas
- Partance
- Dans Un Bouge du Vieux Port
- Mon Cœur Est au Coin d'une Rue

## 1938
- С'Est Lui Que Mon Cœur A Choisi
- Paris-Méditerranée
- La Java en Mineur
- Browning
- Le Chacal
- Corrèqu'et Réguyer

## 1939
- Y'En A un de Trop
- Elle Fréquentait la Rue Pigalle
- Le Petit Monsieur Triste
- Les Deux Copains
- Je N'En Connais Pas la Fin

## 1940
- Embrasse-Moi
- On Danse sur Ma Chanson
- Sur une Colline
- C'Est la Moindre des Choses
- Escale
- La Fille de Joie Est Triste (L'Accordéoniste)

## 1941
- Où Sont-Ils, Mes Petits Copains?
- C'Était un Jour de Fête
- C'Est un Monsieur Très Distingué
- J'Ai Dansé avec l'Amour (k filmu Montmartre sur Scène)
- L'Homme des Bars
- Le Vagabond

## 1942
- Jimmy, C'Est Lui
- Un Coin Tout Bleu (k filmu Montmartre sur Scène)
- Sans Y Penser
- Un Monsieur Me Suit dans la Rue

## 1943
- Tu Es Partout (k filmu Montmartre sur Scène)
- J'Ai Qu'À l'Regarder...
- Le Chasseur de l'Hôtel
- C'Était une Histoire d'Amour
- Le Brun et le Blond
- Monsieur Saint-Pierre
- Coup de Grisou
- De l'Autre Côté de la Rue
- La Demoiselle du Cinqième

## 1944
- Les Deux Rengaines
- Y'A Pas d'Printemps
- Les Histoires de Coeur
- C'Est Toujours la Même Histoire

## 1945
- Le Disque Usé
- Elle A...
- Regarde-Moi Toujours Comme Ça
- Les Gars Qui Marchaient
- Il Riait
- Monsieur Ernest A Réussi

## 1946
- La Vie en Rose
- Les Trois Cloches (s Les Compagnons de la Chanson)
- Dans Ma Rue
- J'M'En Fous Pas Mal
- C'Est Merveilleux
- Adieu Mon Cœur
- Le Chant du Pirate
- Céline (s Les Compagnons de la Chanson)
- Le Petit Homme
- Le Roi A Fait Battre Tambour (s Les Compagnons de la Chanson)
- Dans les Prisons de Nantes (s Les Compagnons de la Chanson)
- Mariage
- Un Refrain Courait dans la Rue
- Miss Otis Regrets

## 1947
- C'Est pour Ça (k filmu Neuf Garçons et un Coeur)
- Qu'As-Tu Fait John?
- Sophie (k filmu Neuf Garçons et un Coeur)
- Le Geste
- Si Tu Partais
- Une Chanson à Trois Temps
- Un Homme Comme les Autres
- Les Cloches Sonnent
- Johnny Fedora et Alice Blue Bonnet
- Le Rideau Tombe Avant la Fin
- Elle Avait Son Sourire

## 1948
- Monsieur Lenoble
- Les Amants de Paris
- Il A Chanté
- Les Vieux Bateaux
- Il Pleut
- Cousu de Fil Blanc
- Amour du mois de Mai
- Monsieur X

## 1949
- Bal dans Ma Rue
- Pour Moi Tout' Seule
- Pleure Pas
- Le Prisonnier de la Tour (Si le Roi Savait Ça Isabelle)
- L'Orgue des Amoureux
- Dany
- Paris (k filmu L'Homme aux Mains d'Argile)

## 1950
- Hymne à l'Amour
- Le Chevalier de Paris
- Il Fait Bon T'Aimer
- La P'Tite Marie
- Tous les Amoureux Chantent
- Il Y Avait
- C'Est d'la Faute à Tes Yeux
- C'Est un Gars
- Hymn to Love
- The Three Bells
- Le Ciel Est Fermé
- La Fête Continue
- Simply a Waltz
- La Vie en Rose (anglicky)

## 1951
- Padam... Padam...
- Avant l'Heure
- L'Homme Que J'aimerai
- Du Matin Jusqu'au soir
- Demain (Il Fera Jour)
- C'Est Toi (s Eddie Constantinovou)
- Rien de Rien
- Si, Si, Si, Si (s Eddie Constantinovou)
- À l'Enseigne de la Fille sans Cœur
- Télégramme
- Une Enfant
- Plus Bleu Que Tes Yeux
- Le Noël de la Rue
- La Valse de l'Amour
- La Rue aux Chansons
- Jezebel
- Chante-Moi (avec M.Jiteau)
- Chanson de Catherine
- Chanson Bleue
- Je Hais les Dimanches

## 1952
- Au Bal de la Chance
- Elle A Dit
- Notre-Dame de Paris
- Mon Ami M'A Donné
- Je T'Ai dans la Peau (k filmu Boum sur Paris)
- Monsieur et Madame
- Ça Gueule Ça, Madame (s Jacquesem Pillsem) (k filmu Boum sur Paris)

## 1953
- Bravo pour le Clown
- Sœur Anne
- N'Y Va Pas Manuel
- Les Amants de Venise
- L'Effet Qu'Tu M'Fais
- Johnny, Tu N'Es Pas un Ange
- Jean et Martine
- Et Moi...
- Pour Qu'Elle Soit Jolie Ma Chanson (s Jacquesem Pillsem) (k filmu Boum sur Paris)
- Les Croix
- Le Bel Indifférent
- Heureuse

## 1954
- La Goualante du Pauvre Jean
- Enfin le Printemps
- Retour
- Mea Culpa
- Le "Ça Ira" (k filmu Si Versailles M'Etait Conté...)
- Avec Ce Soleil
- L'Homme au Piano
- Sérénade du Pavé (du film French Cancan)
- Sous Le Ciel de Paris

## 1955
- L'Accordéoniste
- Un Grand Amour Qui S'Achève
- Miséricorde
- C'Est à Hambourg
- Légende
- Le Chemin des Forains

## 1956
- Heaven Have Mercy
- One Little Man
- Autumn Leaves
- 'Cause I Love You
- Chante-Moi (anglicky)
- Don't Cry
- I Shouldn't Care
- My Lost Melody
- Avant Nous
- Et Pourtant
- Marie la Française
- Les Amants d'un Jour
- L'Homme à la Moto
- Soudain Une Vallée
- Une Dame
- Toi Qui Sais

## 1957
- La Foule
- Les Prisons du Roy
- Opinion Publique
- Salle d'Attente
- Les Grognards
- Comme Moi

## 1958
- C'Est un Homme Terrible
- Je Me Souviens d'une Chanson
- Je Sais Comment
- Tatave
- Les Orgues de Barbarie
- Eden Blues
- Le Gitan et la Fille
- Fais Comme Si
- Le Ballet des Cœurs
- Les Amants de Demain
- Les Neiges de Finlande
- Tant Qu'Il Y Aura des Jours
- Un Étranger
- Mon Manège à Moi

## 1959
- Milord
- T'Es Beau, Tu Sais

## 1960
- Non, je ne regrette rien
- La Vie, l'Amour
- Rue de Siam
- Jean l'Espagnol
- La Belle Histoire d'Amour
- La Ville Inconnue
- Non, La Vie N'Est Pas Triste
- Kiosque à Journaux
- Le Métro de Paris
- Cri du Cœur
- Les Blouses Blanches
- Les Flons-Flons du Bal
- Les Mots d'Amour
- T'Es l'Homme Qu'Il Me Faut
- Mon Dieu
- Boulevard du Crime
- C'Est l'Amour
- Des Histories
- Ouragan
- Je Suis à Toi
- Les Amants Merveilleux
- Je M'Imagine
- Jérusalem
- Le Vieux Piano

## 1961
- C'Est Peut-Être Ça
- Les Bleuets d'Azur
- Quand Tu Dors
- Mon Vieux Lucien
- Le Dénicheur
- J'N'Attends Plus Rien
- J'En Ai Passé des Nuits
- Exodus
- Faut Pas Qu'Il Se Figure
- Les Amants (avec Charles Dumont)
- No Regrets
- Le Billard Électrique
- Marie-Trottoir
- Qu'Il Était Triste Cet Anglais
- Toujours Aimer
- Mon Dieu (anglicky)
- Le Bruit des Villes
- Dans Leur Baiser

## 1962
- À Quoi Ça Sert L'Amour?
- Le Droit d'Aimer
- À Quoi Ça Sert L'Amour? (s Théem Sarapem)
- Fallait-Il
- Une Valse
- Inconnu Excepté de Dieu (s Charlesem Dumontem)
- Quatorze Juillet
- Les Amants de Teruel (s Mikisem Theodorakisem / Jacquesem Plantem)
- Roulez Tambours
- Musique à Tout Va
- Le Rendez-Vous
- Toi, Tu l'Entends Pas!
- Carmen's Story
- On Cherche un Auguste
- Ça Fait Drôle
- Emporte-Moi
- Polichinelle
- Le Petit Brouillard (Un Petit Brouillard)
- Le Diable de la Bastille
- Elle Chantait (s Théem Sarapem)

## 1963
- C'Était Pas Moi
- Le Chant d'Amour
- Tiens, V'là un Marin
- J'En Ai Tant Vu
- Traqué
- Les Gens
- Margot Cœur Gros
- Monsieur Incognito
- Un Dimanche à Londres
- L'Homme de Berlin (její poslední nahrávka)